# Gnophos gremmingeri
Gnophos gremmingeri är en fjärilsart som beskrevs av Warnecke 1942. Gnophos gremmingeri ingår i släktet Gnophos och familjen mätare. Inga underarter finns listade i Catalogue of Life.